# Sistema dièdric

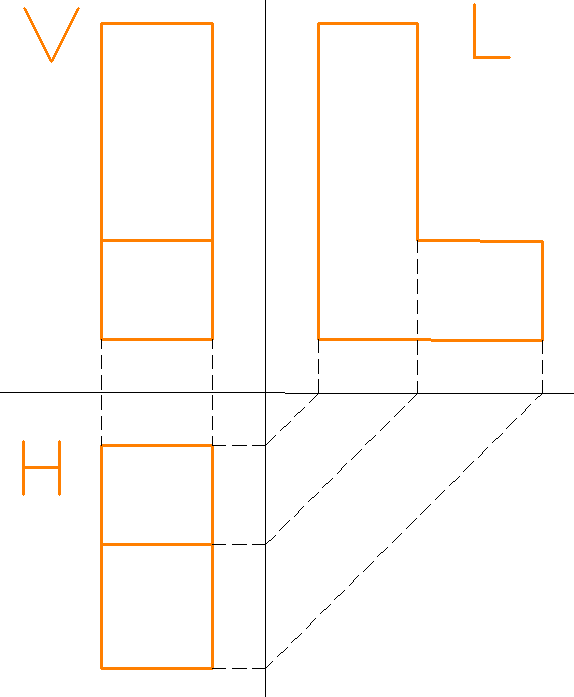
Representació en sistema dièdric d'un volum en forma de «L»: Les dues figures de l'esquerra són les projeccions o vistes principals de la peça. La figura de la dreta és la vista lateral de la mateixa peça, o la seva projecció lateral.

El sistema dièdric és un sistema de representació geomètrica dels elements de l'espai sobre un pla, és a dir, la reducció de les tres dimensions de l'espai a les dues dimensions del pla, utilitzant una projecció ortogonal sobre dos plans que es tallen perpendicularment. Per generar les vistes dièdriques, un dels plans s'abat sobre el segon.
És un mètode gràfic de representació que consisteix a obtenir la imatge d'un objecte (en planta i alçat), mitjançant la projecció de feixos perpendiculars a dos plans principals de projecció, horitzontal (PH) i vertical (PV). L'objecte queda representat per la seva vista frontal (projecció en el pla vertical) i la seva vista superior (projecció en el pla horitzontal), també es pot representar la seva vista lateral, com a projecció auxiliar.

## Introducció
La geometria descriptiva és la ciència que tracta la manera de representar una figura de dues o tres dimensions en un pla. El sistema bàsic dins d'aquesta geometria és el sistema dièdric o projeccions dièdriques ortogonals. Gaspard Monge, geòmetra francès, va ser qui va codificar el seu estudi i mecanisme; per a això ens valem de dos plans projectants que formen entre si un angle recte (de 90 º).

## Plans projectants principals

Les tres projeccions ortogonals principals: frontal, superior i lateral (alçat, planta i perfil).

Els dos plans projectants principals són l'Horitzontal i el Vertical. La seva intersecció s'anomena Línia de terra.
- Pla horitzontal (PH): conté la projecció horitzontal o planta. Està subdividit per la Línia de terra (LT) a: Pla horitzontal Posterior (darrere) i Pla Horitzontal Anterior (davant).
- Pla Vertical (PV): conté la projecció vertical o alçat. Està subdividit per la Línia de Terra en: Pla Vertical Superior (a dalt) i Pla Vertical Inferior (a baix).

Normalment, només es fan servir els plans PH i PV, que es tallen a la Línia de terra (LT) donant origen a una subdivisió de l'espai en quatre angles diedres o quadrants.
També s'utilitza, com a pla auxiliar, l'anomenat:
- Pla de Perfil (PP): conté la projecció lateral esquerra (o dreta).

### Plans bisectors
Els dos plans bisectors són aquells que divideixen els quadrants en dos octants de 45 º cada un. El primer bisector està en el primer i tercer quadrant i el segon bisector en el segon i quart quadrant.
Per representar en dues dimensions (sobre un paper) les vistes principals en el sistema dièdric, es realitza un abatiment, que consisteix a girar, tombar, o abatre un pla principal de tal manera que el Pla Horitzontal (PH) es superposi al Pla Vertical (PV).

## Representació d'un punt
Un punt situat a l'espai es representa mitjançant els seus dos projeccions (a manera d'ombres) sobre els plans principals: projecció horitzontal i projecció vertical.

### Cota
Es denomina cota d'un punt de l'espai a la distància entre ell i la seva projecció en el pla horitzontal o, cosa que és el mateix, la distància entre la projecció vertical i la línia de Terra (LT).

### Allunyament
Es denomina allunyament d'un punt de l'espai a la distància entre ell i la seva projecció en el pla vertical o, cosa que és el mateix, a la distància entre la projecció horitzontal i la línia de Terra (LT).

### Determinació per coordenades
Un punt pot determinar per coordenades, l'origen d'aquest sistema serà la intersecció dels plans horitzontal, vertical i de perfil, pres de suport. L'eix X està determinat per la recta intersecció dels plans horitzontal i vertical, és a dir, sobre la Línia de terra. L'eix Y està determinat per la recta intersecció dels plans horitzontal i de perfil. L'eix Z està determinat per la recta intersecció dels plans vertical i de perfil.

## Representació d'una recta
Una recta està definida quan es coneixen les seves dues projeccions, horitzontal i vertical. La projecció d'una recta sobre un pla és una altra recta, formada per la projecció de tots els seus punts. Coneixent les parelles de projeccions de dos punts d'una recta, s'obté la projecció unint.

### Traces d'una recta
Les traces d'una recta són els punts d'intersecció amb els plans principals (PV i PH).

## Representació d'un pla
Un pla està definit mitjançant les seves dues traces: la vertical i l'horitzontal. Les traces d'un pla són les rectes d'intersecció amb els plans principals (PV i PH).
Una recta pertany a un pla, si la traça vertical de la recta està sobre la traça vertical del pla i, a més, la traça horitzontal de la recta està sobre la traça horitzontal del pla.

### Abatiments
Per obtenir, en veritable magnitud, la representació d'una figura continguda en un pla qualsevol, s'abat aquest pla sobre un dels principals.

## Representació d'un volum geomètric
Un cos geomètric es representa mitjançant la projecció de les seves arestes), les seves generatrius extremes, o el seu contorn (esfera). Les arestes o generatrius més pròximes al punt de vista es representen com segments de traç continu, i les posteriors, o ocultes, mitjançant segments de traç discontinu. Les zones seccionades s'indiquen mitjançant traços paral·lels inclinats.

## Representació d'una circumferència

Les dues figures de l'esquerra corresponen a una peça vista en sistema dièdric, mentre que la figura de la dreta mostra una secció, de la mateixa peça, en projecció isomètrica.

La projecció d'una circumferència és, generalment, una el·lipse. Serà una altra circumferència semblant si està continguda en un pla paral·lel a un principal. Pot ser un segment si està de perfil  respecte d'un pla principal, essent la seva longitud la del diàmetre.

## Diferents sistemes
Segons com estiguin reflectides les projeccions en el pla del dibuix, hi ha dos sistemes de representació:
- Sistema europeu: les projeccions es recullen després de l'objecte. Són vistes en el primer quadrant.
- Sistema americà: les projeccions es reflecteixen des de l'objecte. Són vistes en el tercer quadrant.

Encara que en ambdós sistemes les projeccions (representacions de l'objecte) són exactament les mateixes, la seva disposició en el pla del dibuix és la inversa.